# Román Collado
Román Collado Gouinguenet (Valencia, 15 de marzo de 1993), más conocido como Román, es un torero español. Ha salido por la puerta Grande de Las Ventas en una ocasión.

## Etapa como novillero
Román entra a formar parte de la Escuela de Tauromaquia de Valencia en octubre de 2005, a los doce años. Días más tarde, en ese mismo mes de octubre, hizo su debut en público durante la fiesta de fin de curso organizada por la Escuela. Debutó como novillero en Puerto de Sagunto (Valencia) el 13 de agosto de 2008. En Utiel (Valencia) debutó de luces el 5 de septiembre de 2009, con reses de Los Adaines, junto a Mateo Julián y Adolfo Ramos. En Algemesí (Valencia) debutó con caballos el 24 de septiembre de 2011, con novillos de El Capea en un festejo mixto junto al rejoneador Francisco Palha y el novillero Jesús Duque. Román cortó una oreja en el segundo novillo de su lote. Se presentó en la plaza de toros de Las Ventas (Madrid) el 12 de mayo de 2014, completando el cartel José Garrido y Mario Diéguez. Cortó una oreja al quinto de la tarde, único trofeo en una novillada de Fuente Ymbro.

## Trayectoria como matador de toros
Román toma la alternativa en Nimes (Francia), en la Feria de Pentecostés, el 7 de junio de 2014. El Juli ejerció de padrino de alternativa y Sebastián Castella como testigo. La corrida, con toros de Garcigrande, se saldó con tres orejas para El Juli y dos para Román, ambas en su primer toro de la tarde. Completó la temporada con ocho corridas de toros más: Teruel, Valencia (oreja y oreja), Alfaro (oreja y oreja), Játiva (oreja y oreja), Requena (oreja, oreja y oreja, en un mano a mano con Jesús Duque), Albacete (oreja y oreja) y las plazas francesas de Dax y Arlés.

##### 2015
En esta temporada participó en un único festejo en su tierra natal, Valencia, compartiendo cartel junto a El Fandi y Sebastián Castella con toros de Núñez del Cuvillo.

##### 2016
Esta temporada supuso para Román un salto de notoriedad en su carrera como matador de toros. Debutó en el circuito americano con tres corridas de toros: una en Chota (Perú), junto a los rejoneadores Javier Rodríguez y Rubén Sánchez y el matador de toros Juan del Álamo, y dos en Tacabamba (Perú). El 16 de mayo confirmó alternativa en Las Ventas, siendo Enrique Ponce padrino de alternativa y Daniel Luque testigo con toros de Puerto de San Lorenzo. Se salda la temporada con un total de diez festejos, destacando tres tardes en Madrid y una oreja en Valencia.

##### 2017
Durante esta temporada, el torero experimentó un salto cuantitativo y cualitativo respecto a las anteriores, tanto en número de festejos – acaba en el circuito europeo con 24 corridas de toros, cortando 12 orejas – como con buenas críticas por parte de la prensa. Ejemplo de ello fue el buen hacer del torero tanto en el ciclo otoñal como la corrida del 15 de agosto de ese mismo año, festividad local de La Paloma, donde consiguió descerrajar por primera vez la puerta grande de Las Ventas tras cortar una oreja en cada toro en una corrida de El Tajo y la Reina. El 28 y 29 de octubre toreó dos tardes consecutivas en Viraco (Perú), donde indultó al toro Buscapleitos, de la ganadería de Torrestrella. Terminó la temporada con una corrida de toros en Riobamba (Ecuador) compartiendo cartel junto a Daniel Luque y el torero local Julio Ricaurte, que tomaba la alternativa. Esta temporada, además, empezó su relación de apoderamiento con Nautalia Management, liquidando el anterior vínculo con Gerardo Roa.

##### 2018
Comenzó la temporada confirmando alternativa en Bogotá (Colombia), en la Plaza Cultural la Santamaría, con Ramsés de padrino y el diestro sevillano Manuel Escribano de testigo. Con 27 corridas de toros, alternando en las principales plazas del continente europeo, Román siguió su progreso en números de festejos. No obstante, acabó la temporada en el puesto decimonoveno del escalafón de matadores de toros, con los mismos festejos lidiados que Curro Díaz y Manuel Escribano. Además, fue una temporada marcada por las graves cogidas sufridas que obligaron a Román a alejarse de los ruedos en diferentes citas donde estaba anunciado. El 11 de marzo fue corneado en Valencia al entrar a matar al tercer toro de la tarde, de la ganadería de Jandilla – al que cortó un apéndice – y sufrió una cornada de 20 centímetros en la región axilopectoral izquierda. En su presentación como matador de toros en la Real Maestranza de Sevilla, en la Feria de Abril, alternando junto a Curro Díaz y Pepe Moral, fue nuevamente herido por un toro de Las Ramblas. Tuvo que ser intervenido en la enfermería de la plaza por una cornada de 15 centímetros y dos trayectorias en la cara antero-externa del miembro inferior izquierdo. Sin embargo, fue en Bayona donde se produjo el percance más grave, corneada por el sexto toro de las Ramblas en la parte superior del gemelo derecho, con tres trayectorias: 35, 25 y 15 centímetros, causando destrozos musculares importantes. Cuajó buenas actuaciones esta temporada en plazas de toros como Bilbao, Soria y Guadalajara.

##### 2019
Tras cortar una oreja a un toro de Adolfo Martín en la feria de San Isidro el 30 de mayo, el 9 de junio de 2019 sufrió una cornada de 30 centímetros de trayectoria en el muslo derecho que le seccionó la femoral. Esto ocurrió en el tercer toro, de la ganadería de Baltasar Ibán, de otro festejo en Las Ventas donde sustituía a Emilio de Justo, lesionado tras sufrir una voltereta en un mano a mano que realizó con Juan Mora en Cáceres.

##### 2024
Fue herido en mayo de 2024 durante una corrida de toros en Vic-Fezensac

## Estadísticas
| Temporada | Festejos | Toros lidiados | Orejas | Rabos |
| --------- | -------- | -------------- | ------ | ----- |
| 2014      | 13       | 27             | 14     | 0     |
| 2015      | 1        | 2              | 0      | 0     |
| 2016      | 13       | 25             | 13     | 0     |
| 2017      | 28       | 55             | 19     | 0     |
| 2018      | 35       | 68             | 29     | 1     |
| 2019      | 24       | 49             | 16     | 1     |

## Vida privada
De padre español y madre francesa, tiene una hermana.